# Domificazione

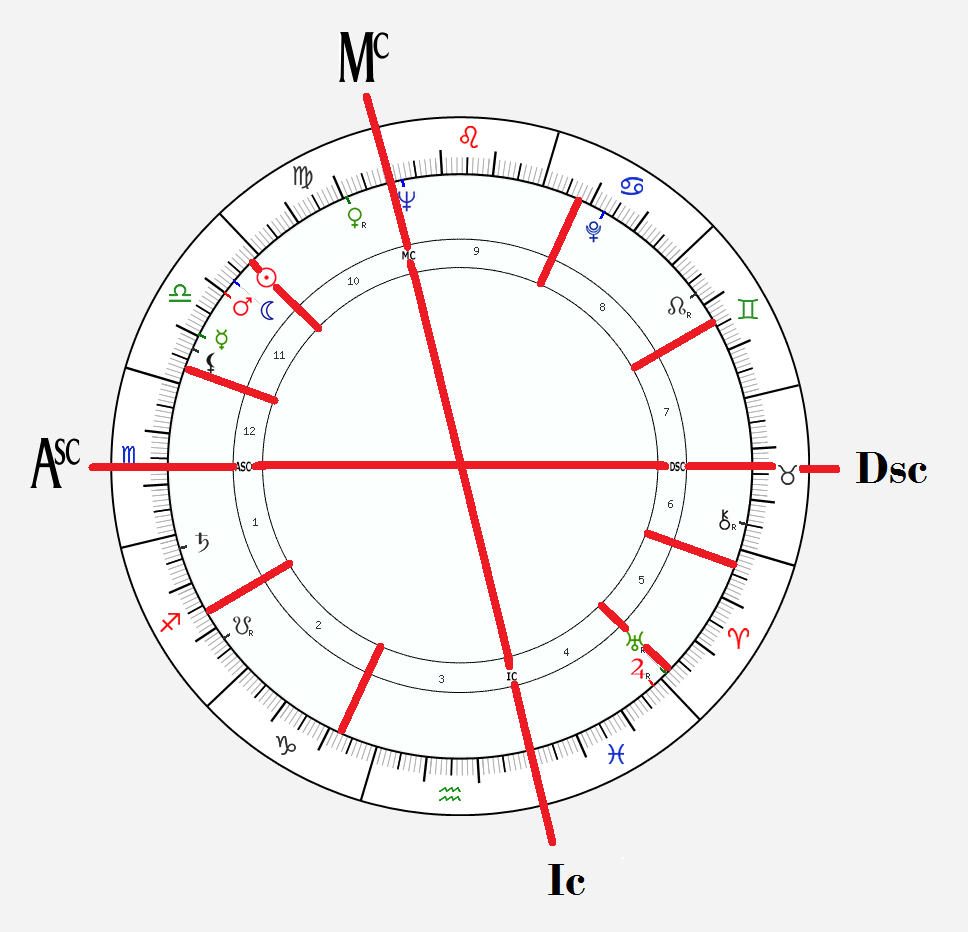
Esempio di suddivisione nelle 12 case, delimitate dalle cuspidi evidenziate in rosso, dell'oroscopo natale dell'allenatore di calcio Enzo Bearzot.

Con domificazione si indica un sistema usato in astrologia per suddividere lo zodiaco in 12 parti, chiamate campi o case, nel momento della stesura della carta natale in base all'ora ed al luogo di nascita.
Il sistema divide lo zodiaco in due emisferi, dai due punti in cui l'orizzonte terrestre interseca l'eclittica. Le case poi vengono calcolate secondo vari metodi matematici che danno risultati differenti.

## Storia
La domificazione è assente negli oroscopi babilonesi e appare per la prima volta nei testi ermetici greco-egizi dell'epoca dei Lagidi (III secolo a.C.), ma sarà sistematizzata solo più tardi. Nel I secolo d.C., Doroteo di Sidone, nel suo Carmen astrologicum, sembra fare allusione ad una domificazione in otto case, ma in realtà si tratta di otto delle dodici case conosciute. Il romano Manilio (contemporaneo di Augusto) nei suoi Astronomica, un lungo poema consacrato all'astrologia, descrive una domificazione in dodici case. Già a quest'epoca vi erano diversi sistemi di domificazione: Porfirio ne aveva elaborato uno, che porta ancora oggi il suo nome, e che era usato congiuntamente con quello detto a case uguali, ognuna di 30 gradi, con l'ascendente al centro della prima casa e non all'inizio come oggi. Claudio Tolomeo, pur conoscendo la domificazione, non se ne servì mai, anche se un sistema che gli è stato attribuito porta oggi il suo nome.
Nel suo  Tractatus astrologicus de genethliacorum thematum, che apparve nel 1597 e fu pubblicato in cinque edizioni nel 1615, Heinrich Rantzau descrive cinque principali metodi di domificazione conosciuti ai suoi tempi, dei quali dice che i più usati sono i primi due: il primo è quello di Abraham ibn ‛Ezra e di Regiomontano, il secondo quello attribuito a Tolomeo, usato da Firmico Materno, Cardano, Schöner e parecchi altri astrologi, il terzo quello di Campano, il quarto quello di Alcabizio, di Giovanni di Sassonia e degli astrologi antichi, il quinto quello di Porfirio e di Luca Gaurico.
Quelli oggi più usati, e che prendono il nome dall'astrologo che li ha introdotti, sono quelli di Koch, Placido, Regiomontano e Campano. Nel Medioevo e fino al XVII secolo il più usato era quello di Alcabizio, che è uno sviluppo del metodo di Porfirio. Visto che a causa dell'inclinazione dell'asse di rotazione terrestre le case assumono grandezze diverse, alcuni astrologi usano un sistema di dodici case tutte uguali di 30 gradi ciascuna, sistema che era già in uso in epoca ellenistica.
J. D. North ha studiato i vari tipi di domificazione in uso dall'Antichità fino al XVIII secolo, distinguendo 7 metodi di calcolo.
Un'altra presentazione di 14 metodi di calcolo antichi e moderni è quella di Erich Wiesel.
Uno dei problemi irrisolti della domificazione è l'impossibilità da parte dei metodi moderni (ma non di quelli a case uguali, dell'antico di Porfirio o di quello di Alcabizio) di calcolare un oroscopo per le nascite avvenute nella fascia artica ed antartica, al di sopra dei 60 gradi di latitudine nord o sud.